# Caulinita
A caulinita ou caolim (em inglês) é um argilo-mineral de alumínio hidratado, 1:1, formado pelo intemperismo gerado pela hidrólise parcial, em condições de drenagem menos eficientes, onde todo o potássio é totalmente eliminado pela quebra pela água, e 66% da sílica permanece no mineral, formado através da seguinte reação: 
2 KAlSi3O8(s) + 11 H2O(l) →  Si2Al2O5(OH)4 + 4 H4SiO4(aq) + 2 K+(aq) + 2 OH-(aq)
A caulinita é utilizada na fabricação de cimento, assim como de porcelana e cerâmica  se apresentar um grau de pureza muito alto, apresenta uma coloração muito alva(clara), o que possibilita seu uso pela indústria de papel.
Também é usado em spray na agricultura  biológica como proteção contra insetos.
1. ↑  «Kaolin (100104) Fact Sheet» (PDF)